# 益岡了
益岡 了（ますおか りょう）は、日本のデザイン学者。大阪工業大学ロボティクス&デザイン工学部空間デザイン学科教授。学術博士（京都工芸繊維大学）。日本デザイン学会元第四支部長・元理事。第64回意匠学会大会2022実行委員。
専門は、UXデザイン・インタフェースデザイン・情報デザイン（CG、Adobe XDなど）、プロダクトデザイン・デザイン理論。

## 経歴
1985年大阪府立住吉高等学校卒業。1990年京都工芸繊維大学工芸学部意匠工芸学科卒業。1992年同大学大学院工芸科学研究科造形工学専攻修士課程修了。1997年同研究科機能設計専攻博士後期課程にて、学術博士（京都工芸繊維大学）。
その後、福井工業大学講師、岡山県立大学デザイン学部准教授などを経て、2020年大阪工業大学ロボティクス＆デザイン工学部空間デザイン学科教授。
主な所属学会は、日本デザイン学会、意匠学会、人間中心設計機構、道具学会など。
主な著書は、デザイン科学事典（分担執筆、丸善出版 2019、学術書）、デザイン理論第65号（分担執筆、意匠学会2015、学術書）。

## 主な研究
- スマートフォン向けの安心インタフェースデザインに向けて
- 映像のためのインタフェースデザイン
- ゲームエンジンを用いた景観シミュレーションシステムの開発
- 操作環境に依存しないインターフェイスデザイン・情報デザインの評価研究
- ハードウェアとユーザインタフェースの同時開発教育